# Agathodaimon
Agathodaimon – niemiecki zespół grający symfoniczny black metal założony w roku 1995.

## Muzycy
Obecny skład zespołu
- Akaias – czysty śpiew, gitara
- Sathonys – wokal, gitara
- Felix Ü. Walzer – instrumenty klawiszowe
- Matthias R. – perkusja
- Jonas Iscariot – wokal

Byli członkowie zespołu
- Vlad Dracul – wokal, instrumenty klawiszowe
- Marcel „Vampallens” – instrumenty klawiszowe
- Christine S. – instrumenty klawiszowe
- Marko Thomas – gitara basowa
- Darin „Eddie” Smith – gitara basowa
- Hyperion – gitara
- Frank Nordmann (Akaias) – wokale, gitara (1998–2007)
- Byron – czysty śpiew (na Higher Art of Rebellion)[2]

## Dyskografia
- Carpe Noctem - Demo I (1996)
- Near Dark - Demo II (1997)
- Tome Sculptures (1997)
- Blacken the Angel (1998)
- Higher Art of Rebellion (1999)
- Bislang [EP] (1999)
- Chapter III (2001)
- Serpent's Embrace (2004)
- Phoenix (2009)